# .22 Short
Il .22 Short è una cartuccia a percussione anulare per armi da fuoco sia lunghe che corte.

## Caratteristiche
Il peso del proiettile è solitamente di 25 grani (1,61 grammi) e raggiunge velocità sull'ordine dei 220 m/s per le armi corte e 250 m/s per le lunghe.

## Utilizzo
Fino al 2004 è stata la cartuccia impiegata dalle pistole per la specialità di tiro definita Rapid Fire Pistol (in Italia pistola automatica o PA).
Con le variazioni del regolamento che imposero l'uso del .22 LR sulle armi per questa specialità, la .22 Short è praticamente scomparsa. Resta comunque nei cataloghi dei maggiori fabbricanti di munizioni mondiali per l'uso in numerose carabine a ripetizione semiautomatica e manuale.